# John Nelson (nuotatore)
John Maurer Nelson (Chicago, 8 giugno 1948) è un ex nuotatore statunitense.

## Carriera
Assieme ai compagni Don Schollander, Mark Spitz e Stephen Rerych ha vinto la staffetta 4x200m stile libero ai giochi di Città del Messico 1968.

## Palmarès
- Giochi olimpici estivi

Yokyo 1964: argento nei 1500m stile libero.
Città del Messico 1968: oro nella 4x200m stile libero e bronzo nei 200m stile libero.
- Universiade

Tokyo 1967: oro nella 4x200m stile libero.